# Santa Cruz megye (Kalifornia)
Santa Cruz megye az Amerikai Egyesült Államokban, azon belül Kalifornia államban található. Megyeszékhelye Santa Cruz. Lakosainak száma 270 861 fő (2020. április 1.). Santa Cruz megye Monterey, Santa Clara, San Benito és San Mateo megyékkel határos.

## Népesség
A megye népességének változása:
| Lakosok száma | 263 309 | 264 797 | 266 508 | 269 419 | 274 146 | 273 213 | 270 861 |
|               | 2010    | 2011    | 2012    | 2013    | 2015    | 2019    | 2020    |